# Ste. Marie
Ste. Marie es una villa ubicada en el condado de Jasper en el estado estadounidense de Illinois. En el Censo de 2010 tenía una población de 244 habitantes y una densidad poblacional de 84,95 personas por km².

## Geografía
Ste. Marie se encuentra ubicada en las coordenadas 38°55′48″N 88°1′40″O / 38.93000, -88.02778. Según la Oficina del Censo de los Estados Unidos, Ste. Marie tiene una superficie total de 2.87 km², de la cual 2.87 km² corresponden a tierra firme y (0%) 0 km² es agua.

## Demografía
Según el censo de 2010, había 244 personas residiendo en Ste. Marie. La densidad de población era de 84,95 hab./km². De los 244 habitantes, Ste. Marie estaba compuesto por el 98.36% blancos, el 0% eran afroamericanos, el 0% eran amerindios, el 0.82% eran asiáticos, el 0% eran isleños del Pacífico, el 0% eran de otras razas y el 0.82% pertenecían a dos o más razas. Del total de la población el 0% eran hispanos o latinos de cualquier raza.